# 9931 Herbhauptman
9931 Herbhauptman è un asteroide della fascia principale. Scoperto nel 1985, presenta un'orbita caratterizzata da un semiasse maggiore pari a 2,3770533 UA e da un'eccentricità di 0,1783706, inclinata di 2,46938° rispetto all'eclittica.